# Антигорит
Антигорит (рос. антигорит; англ. antigorite; нім. Antigorit m) — поширений мінерал з групи серпентину.

## Загальний опис
Хімічна формула: Mg6[(OH)8[Si4O10]. Домішки: Ni, Mn, Fe, Al, Cr.
Сингонія моноклінна. Відома гексагональна модифікація.
Густина 2,5-2,6.
Твердість 3,5-4.
Форми виділення: щільні агрегати.
Колір сірий, зелений з синюватим відтінком.
Блиск скляний.
Утворюється при гідротермальних процесах з олівіну ультраосновних порід, а також при метасоматичних у доломітизованих вапняках.
За назвою долини Антигоріо, Італія.

## Різновиди
Розрізняють:
- антигорит алюмініїстий (відміна антигориту, яка містить від 2,5 до 6% Al2O3);
- антигорит залізистий (гіпотетичний кінцевий член ряду серпентину — Fe6[(OH)8Si4O10]);
- антигорит лейстоподібний аномальний (снопоподібні, віялоподібні та променисті агрегати антигориту з аномальною поляризацією);
- антигорит марганцевистий (відміна антигориту, яка містить понад 7,5% MnO);
- антигорит нікелистий (відміна антигориту, яка містить понад 2,8% NiO);
- антигорит флуористий (антигорит із скарнової зони Півн. Китаю, який містить 2,5% F);
- антигорит хромислий (відміна антигориту, яка містить понад 2,3% Cr2O3).